# Cruz de Honor Civil (Imperio austríaco)
La Cruz de Honor Civil (Civil Ehrenkreuz) o Cruz Civil de Honor instituida en memoria de los acontecimientos ocurridos en los años 1813 y 1814 fue una condecoración del Imperio Austriaco.

## Historia
La Cruz al mérito civil fue establecida en 1814 del Emperador Francisco I de Austria, para recompensar a los civiles que se hubiesen distinguido en las guerras napoleónicas. Anteriormente, en mayo de 1814, Francisco I había creado la Cruz de Honor Armada para recompensar los militares que se hubiesen distinguido durante la Campaña de 1813-1814. La primera distribución de la condecoración se produjo el 26 de mayo de 1815.

## Clases
La medalla se subdividía en dos clases, oro y plata, según el mérito del decorado.
El príncipe de Metternich obtuvo este honor de mano del emperador el 20 de septiembre de 1814, en una clase especial de la cruz en oro, la gran cruz, cuya forma era igual que las versiones en oro y plata y se diferenciaba de estas por llevarse pendiente de la cinta de la decoración alrededor del cuello.

## Descripción

### Cruz
Se trataba de una cruz patada sobre la cual se encontraba la inscripción: GRATI PRINCEPS ET PATRIA FRANC · IMP · August · (El príncipe y la patria en gratitud, Francisco Emperador AUG). En el reverso se encontraba inscrito EUROPAE LIBERTATE ASSERTA MDCCCXIII/MDCCCXIV · (La libertad de Europa asegurada 1813/1814).

### Cinta
La cinta de la decoración era negra con una lista amarilla a cada lado. La decoración se llevaba pendiente en la solapa.